# Радио-пријемник
Радио-пријемник је електронски уређај којим се из низа електромагнетских сигнала индукованих у антени пријемника, издваја, појачава и детектује сигнал корисне информације.
Првобитно се енергија промјењивог електромагнетног поља (радио-таласа) претвара у електричну енергију, а завршни излаз је обично у облику звука (звучник) или приказа на екрану (радар). Радио-пријемници се примјењују за пријем радио-дифузног програма, телевизијског програма (слике и звука, као дијелови склопа), даљинску контролу уређаја, радио-комуникацију, радио-астрономију и у друге сврхе.

## Основни електрични параметри радио-пријемника
То су фреквентни опсег, осјетљивост, селективност, стабилност, излазна снага и вјерност репродукције.

## Подјела
Може се извршити подјела по разним параметрима. Обично се врши по намјени, фреквентном опсегу, начину рада, мјесту кориштења, по активним елементима и тако даље. 

### Подјела по намјени
Могу се подијелити на радио-дифузне (концертне), професионалне и аматерске. Радио-дифузни (концертни) служе за пријем програма цивилних радио-станица. Професионални могу бити војни, полицијски, за комуникацију на градилиштима, мору, ваздуху итд. Аматерски се граде за комуникацију међу радио-аматерима или експерименте.

### Подјела по врсти рада
Постоје радио-пријемници за пријем сигнала са амплитудном, фреквентном, импулсном и фазном модулацијом.

### Подјела по мјесту употребе
Могу бити стационарни, покретни, и преносни. Покретни се рецимо могу даље подијелити у авионске, бродске, тенковске итд.

### Подјела по начину бирања фреквенције
Постоје р. са континуираним бирањем фреквенције унутар радног опсега, р. са избором 1-30 сталних фреквенција, и р. са декадним бирањем фреквенција.

### Подјела по активним елементима
Постоје цијевни (цевни), транзисторски и р. са интегрисаним колима. Комбинације активних елемената разних генерација су честе.

### Подјела по начину рада
По начину рада, могу се подијелити на двије основне врсте: директне радио-пријемнике и суперхетеродинске радио-пријемнике. Директни радио-пријемници врше селекцију и појачавање високофреквентног сигнала на промјењивој фреквенцији (фреквенцији предајника). Суперхетеродински радио-пријемници врше високофреквентно појачање на једној фреквенцији (такозваној међуфреквенцији).

### Подјела по фреквентном подручју
Могу се подијелити на дуготаласне, средњеталасне, краткоталасне, ултракраткоталасне итд.

## Врсте радио-пријемника
По принципу пријема радио-таласа, могу се подијелити на кристалне, р. са директним појачањем, р. са реакцијом, р. са суперреакцијом и суперхетеродинске радио-пријемнике.
Елементарна подјела је само на директне (појачање ВФ се врши на оригиналној пријемној фреквенцији) и хетеродинске (оригинална ВФ се мијења у другу, обично нижу, за појачање у међуфреквентном степену).

### Кристални радио-пријемник
Ова врста пријемника се користила од најранијих дана радио-технике. У најједноставнијем облику (кристални пријемник) састоји се од осцилаторног кола са антеном (за примање и издвајање жељене фреквенције) и диоде за демодулацију. У раније доба се умјесто полупроводничке диоде за демодулацију користио кристал галенита, бакар-оксида итд, па назив кристални пријемник долази одатле. 
Ако се користи полупроводничка диода, она мора бити германијумска, зато што је пад напона на истој мали, од 0,1-0,2 волта. Пад напона на силицијумским диодама је око 0,5-0,7 волти, па су такве диоде без посебног споја неподесне за демодулацију у кристалном радио-пријемнику.
Овакав пријемник је патио од слабе селективности и мале излазне снаге, па је по открићу електронске цијеви, као активног елемента за појачање, проширен у пријемник са директним појачањем (директни пријемник).

### Директни пријемник
Проширена шема директног пријемника се углавном састојала од једног или два степена високофреквентног појачања, степена демодулације, и једног или више степена нискофреквентног појачања. Као излазни претварач кориштене су слушалице, звучник, катодна цијев итд. Ако је био потребан пријем немодулисане телеграфије, додаван је осцилатор који је мијешањем са примљеним сигналом стварао чујан тон.

### Реакцијски пријемник (пријемник са повратном спрегом, аудион)
Пошто су електронске цијеви првобитно биле скупе, развијени су начини да се иста цијев употријеби неколико пута. Тако је код аудиона (реакцијског пријемника, пријемника са повратном спрегом) кориштена позитивна повратна спрега, која је повећавала појачање и селективност у високофреквентном степену. 
Овакви системи су били осјетљиви на самоосцилације и тежи за подешавање. Повратна спрега се морала подешавати при свакој промјени пријемне фреквенције. Погрешно подешен аудион је емитовао ВФ осцилације (радио је и као предајник), које су сметале околним пријемницима.

### Суперреакцијски пријемник (суперрегенеративни пријемник)
Ово је развој аудиона којем је додат још један осцилатор. Пријемник повремено улази у самоосцилације у ритму другог осцилатора који ради изнад звучне фреквенције. Тиме се постиже мања селективност него код аудиона, али појачања могу да пређу 100 децибела по једном степену.

### Суперхетеродински пријемник
Да би се отклонили проблеми са промјеном појачања на разним пријемним фреквенцијама, развијен је 1920-их година суперхетеродински пријемник. Ово је данас најчешћа форма радио-пријемника.
Код овог пријемника понекад постоји један или више (ријетко) степена високофреквентног појачања. У радио-дифузним пријемницима често нема ниједног степена ВФ појачања. Затим долази локални осцилатор и мјешач (мешач/мијешалица/мешалица/хетеродински степен). Намјена овог степена је да изврши мијешање примљеног сигнала високе фреквенције са сигналом локалног осцилатора и произведе излазни сигнал једнак фиксном сигналу међуфреквенције.
Пошто је међуфреквенција фиксна и најчешће износи 455 килохерца за средње таласе (амплитудна модулација) и 10,7 мегахерца за ултракратке таласе (фреквентна модулација), то значи да се и фреквенција локалног осцилатора мора да мијења паралелно са фреквенцијом примљеног сигнала, да би се одржала фиксна разлика. Због тога у класичним суперхетеродинским пријемницима промјењиви кондензатор за бирање станица има двије секције, од којих се једна користи за подешавање пријемне фреквенције у улазном колу, а друга за подешавање фреквенције локалног осцилатора.
Производња међуфреквенције се обично базирала на принципу нелинеарности мјешачког елемента (транзистор, диода). Са двије улазне фреквенције на нелинеарном елементу производе се суме и разлике улазних сигнала и њихових хармоничких компоненти. Само један жељени сигнал међуфреквенције је пропуштен даље са подешеним осцилаторним колом, док су други потиснути.
У међуфреквентном (МФ) степену се остварује највећи дио селективности и осјетљивости суперхетеродинског радио-пријемника. Пошто ради на фиксној фреквенцији, било је могуће масовно производити међуфреквентне трансформаторе (осцилаторна кола) у затвореним металним кутијицама (лончићима), чиме је пала цијена уређаја. Опет због фиксне међуфреквенције, подешавање МФ степена је знатно олакшано, а проблеми са нестабилношћу отклоњени. Опасност од самоосцилација је смањена употребом релативно ниске међуфреквенције у односу на примани сигнал.
Послије довољног појачања ВФ сигнала у МФ степену, долази степен детекције или демодулације. Демодулатор ВФ сигнал претвара у нискофреквентни (НФ) сигнал у опсегу звучних фреквенција.
Нискофреквентни појачавач појачава овај слаби аудио сигнал до нивоа потребног за погон звучника или другог излазног уређаја. 
Укупно појачање суперхетеродинског радио-пријемника се креће од 10 хиљада до преко 1 милион, зависно од јачине примљеног сигнала.

## Галерија
- Emud Rekord H
- Ericsson
- Ericsson
- Ingelen Columbus
- Philips 535 A
- Schaub 8 - Super
- Zenith Trans-Oceanic
- Радио пријемник "Мелос Еи" , Еи Ниш
- Радио пријемник Музеј Топлице Прокупље
- Радио пријемник "Трента" Искра Крањ
- Радио пријемник "Савица"- "Искра" Крањ експонат у "Нишвил џез музеју" у Нишу
- "Блаупункт" експонат у хотелу "Порфи Бич" Никити, Грчка